# Oratorio dei Santi Pietro e Biagio
L'oratorio dei Santi Pietro e Biagio è una chiesa sussidiaria ubicata in località Castello, nel comune di Montecchia di Crosara, in provincia di Verona e diocesi di Vicenza; fa parte del Vicariato di San Bonifacio-Montecchia di Crosara.

## Storia
L'oratorio sorge non lontano dalla chiesa di San Salvatore, ma in posizione dal punto di vista altimetrico inferiore.
Nell'Inventarium dei beni delle chiese della diocesi di Vicenza del 1444 è citata questa cappella, dedicata solo a San Pietro, ma sicuramente esiste dal 1439, visto che in un documento si assegna ad essa il prete Bartholomeo de Boemia.
L'edificio cadde in stato di abbandono tanto che nel 1573 fu profondamente ristrutturato (per non dire riedificato) dal veneziano mons. Taddeo Contarini, nipote del Cardinale Gasparo Contarini.
Si fatica a trovare notizie successive sull'oratorio fino a quando, nel 1826, come riporta l’epigrafe in facciata, don Giovanni Tessari lo ristrutturò.
Nel 1866, con il passaggio al Regno d’Italia, tutto il complesso finì in mano al Demanio e nel 1876 ipotecato. Nel 1886 il comune di Montecchia di Crosara chiede alla fabbriceria di acquistare gli arredi interni all'oratorio, segno che non faceva parte dei beni parrocchiali.
Nel 1912, in seguito ad una lunga diatriba tra la Curia diocesana di Vicenza e un sacerdote del luogo che sosteneva di aver riscattato l'ipoteca del luogo di culto, la parrocchia acquisì l’Oratorio, la casa domenicale e il terreno circostante. 
Nel 1916 si provvide a restaurare la struttura per opera del decoratore veronese Angelo Adometti. L’inaugurazione avvenne il 29 giugno di quell’anno.

Accanto alla chiesa fu edificato un asilo per bambini con laboratorio annesso, inaugurati l'11 ottobre 1925.
L'oratorio subì gravi danni a causa del forte temporale del 29 agosto 2020, che scoperchiò parte del vicino asilo. I lavori di ristrutturazione e di consolidamento hanno riportato la costruzione alla situazione precedente.

## Descrizione

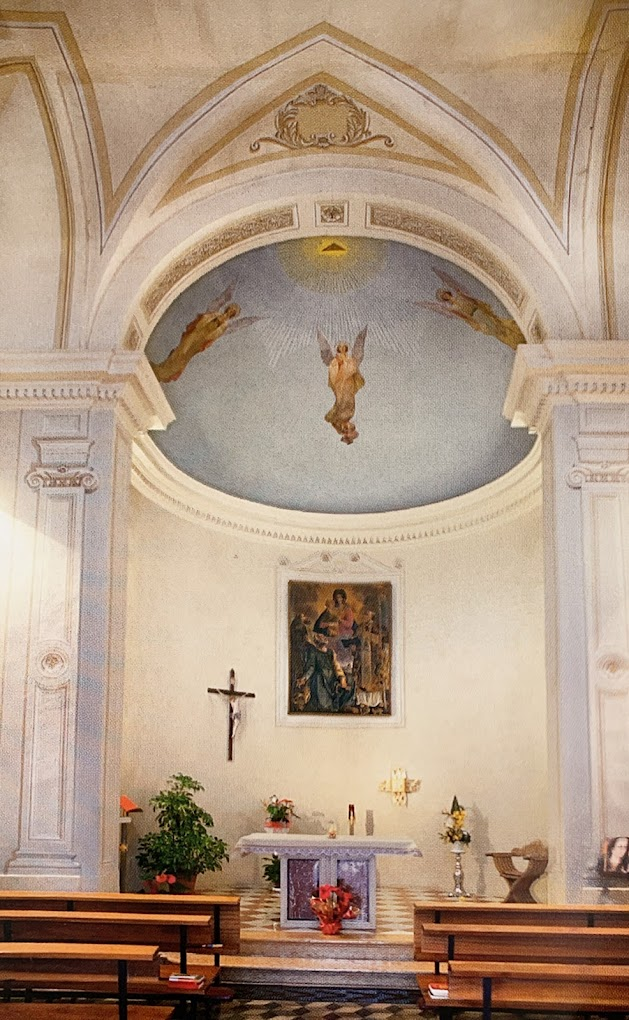
Interno (verso l'abside)

### La facciata
La facciata è divisa da quattro lesene in stile dorico sovrastante da un architrave con timpano triangolare con croce metallica al vertice.
Il portale d'ingresso, rettangolare, preceduto da tre gradini, è sormontato da un timpano triangolare e, più in alto, da una finestra a lunetta. Tra i due elementi l'epigrafe che ricorda la ristrutturazione ottocentesca da parte di don Giovanni Tessari.

### Interno
L'interno presenta un'aula a pianta quadrata con un’abside semicircolare nella quale è collocato l'unico altare, sovrastato da una pala del 1726 con San Francesco d’Assisi, San Biagio, San Pietro e la Madonna in gloria, donata da Cristoforo Fracanzano, vicario di Montecchia fra il 1718 e il 1763.
Nel catino absidale sono affrescati tre angeli e l'occhio di Dio.
Sul soffitto un affresco rappresenta gli apostoli Pietro e Paolo

## Campanile e campane
Il campanile sorge sul lato destro dell’abside. A pianta quadrata, presenta una cella campanaria con monofore che contiene una campana. È sormontato da un cupolino culminante con una croce metallica.